# Aïda Valls Mateu
Aïda Valls Mateu és una investigadora catalana, doctora en enginyeria informàtica i intel·ligència artificial i especialitzada en anàlisi de dades i sistemes de recomanació. Exerceix com a professora al Departament d’Enginyeria Informàtica i Matemàtiques de la Universitat Rovira i Virgili, on també lidera el grup de recerca ITAKA. Ha estat guardonada amb el Premi DonaTIC 2023 de la Generalitat de Catalunya en la categoria Acadèmica/Investigadora, reconeixent la seva contribució al camp de les tecnologies emergents. També ha participat en iniciatives per promoure la presència femenina en les TIC, com a delegada a Tarragona de les comissions de gènere donesCOEINF i donesACIA.

## Publicacions
- López, Beatriz; Valls, Aïda; Aldea, Arantza. Iniciació a la programació.  Universitat Rovira i Virgili, Servei Lingüístic, 2001. ISBN 978-84-8424-052-5.